# Motovespa
Motovespa is de Spaanse licentiehouder voor de productie van Vespa motorscooters. Motovespa is overgenomen door Piaggio.
Deze Spaanse Vespa's weken qua samenstelling vaak af van hun Italiaanse soortgenoten. Zo kwam bijvoorbeeld elektronische ontsteking op een Vespa voor de eerste keer voor op de Spaanse Vespas, terwijl de Italiaanse Vespas pas later met de komst van de Rallyreeks van een Femsatronicontsteking werden voorzien.

## Modellen
- Motovespa 150S
- Motovespa 150 Sprint
- Motovespa GT160
- Motovespa 75PK
- Motovespa Iris
- Motovespa TX200
- Motovespa ALX
- Motovespa Vespino
- Motovespa PK125S